# Deportes Copiapó
Deportes Copiapó ist ein Sportverein aus Copiapó, Chile, der hauptsächlich für seine Fußballabteilung bekannt ist. Er wird aufgrund seiner Herkunft auch El León de Atacama genannt. Seit der Saison 2023 spielt der Verein in der erstklassigen Primera División.

## Geschichte
Der Verein wurde 1999, nach der Auflösung von Regional Atacama, gegründet, um weiterhin in der Región de Atacama Fußball spielen zu können. Deportes Copiapó nahm den Drittligaplatz von Regional Atacama ein, das aufgrund finanzieller Schwierigkeiten in die Tercera División, die dritte Liga, zwangsabsteigen musste und kurze Zeit später aufgelöst wurde.
Nach drei Jahren in der dritten Liga gelang Copiapó der Aufstieg in die Zweitklassigkeit. 2000 wurde der Aufstieg als Zweiter der Ligatabelle hinter Unión La Calera und 2001 in drei Finalspielen gegen Lota Schwager noch knapp verpasst. 2002 konnte sich Copiapó in der Finalrunde durchsetzen, unter anderem mit einem 7:1-Erfolg gegen den Zweiten CD Malleco Unido.
Das Profidebüt 2003 des Vereins begann mit einem 5:0-Auswärtssieg bei Deportes La Serena und am Ende sprang der zehnte Platz heraus. 2004 spielte der Verein sogar die Aufstiegsrunde für die Primera División mit, während das Team 2005 und 2006 um den Abstieg kämpfte. 2008 wurde Copiapó Vorletzter und entkam dem Abstieg nur um einen Punkt vor Fernández Vial. Wegen finanzieller Probleme Copiapós stand auch ein Punktabzug zur Debatte, der Verein wurde aber freigesprochen und konnte so den Ligaerhalt feiern. Auch in den Folgejahren ging es gegen den Abstieg in die Drittklassigkeit. 2009 landete der Verein auf dem letzten Tabellenplatz, allerdings musste Deportes Melipilla wegen finanzieller Probleme zwangsabsteigen. 2011 wurde Copiapó erneut Tabellenletzter und stieg in die Segunda División, die dritte Liga, ab.
Durch den Abstieg stellte sich die Klubführung neu auf und Copiapó schaffte 2012 den direkten Wiederaufstieg in die Primera B. Im Play-off-Finale gelangen zwei 2:1-Erfolge gegen Deportes Linares. In der Transición-Saison 2013, der verkürzten Saison zum Wechsel des Saisonbeginns von Januar auf Juli, musste Copiapó in die Relegation gegen den Drittligisten Deportes Iberia, konnte sich aber nach einem 1:1 im Hinspiel mit einem 4:1-Sieg im Rückspiel durchsetzen. Der Verein konnte sich in den Folgejahren in der zweiten Spielklasse etablieren. Im Pokalwettbewerb 2015 kam Copiapó bis ins Viertelfinale und schied erst dort gegen Rekordmeister CSD Colo-Colo aus. In der Transición-Saison 2017, der verkürzten Saison zurück auf den Jahreswechsel, wurde Copiapó sogar Zweiter hinter Unión La Calera. Danach folgten wieder Mittelfeldplätze für den Klub. 2021 konnte Copiapó hinter Direktaufsteiger Coquimbo Unido Platz 2 erreichen und auch die Zweitligaaufstiegs-Play-offs gewinnen, doch gegen den Erstligisten CD Huachipato zog man den Kürzeren und blieb somit in der zweiten Liga. In der Saison 2022 erreichte Copiapó als Dritter der Tabelle erneut die Play-offs und konnte diesmal erstmals in der Geschichte in die Primera División aufsteigen.

## Rivalitäten
Erzrivale des Vereins ist der CD Cobresal, der in der Stadt El Salvador beheimatet ist, die ebenfalls in der Atacama-Wüste liegt.

## Erfolge
- Meister der Tercera Division: 2002
- Aufstieg in die Primera División: 2022